# Galatasaray Istanbul/Saison 2014/15

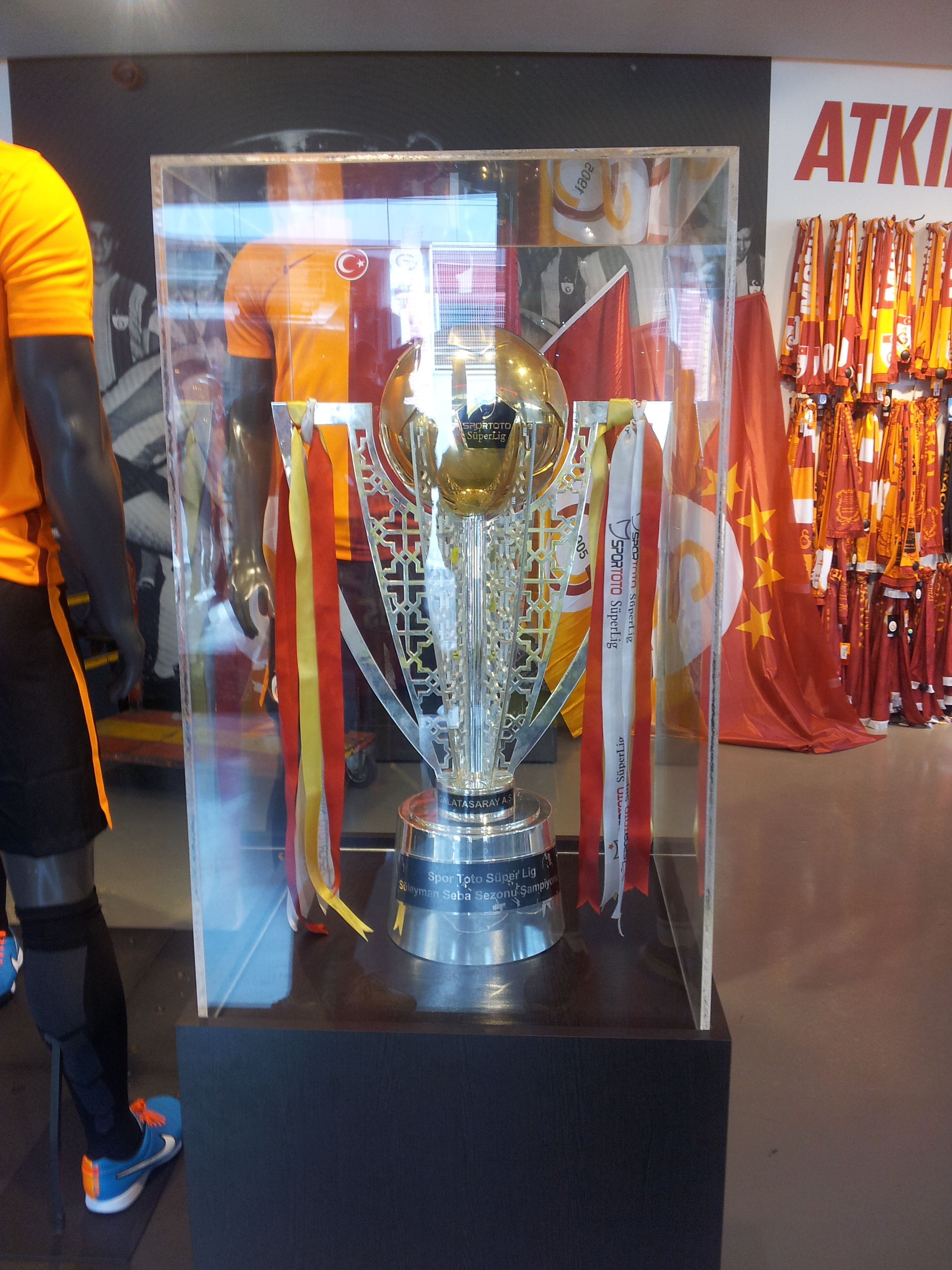
Meisterpokal 2014/15

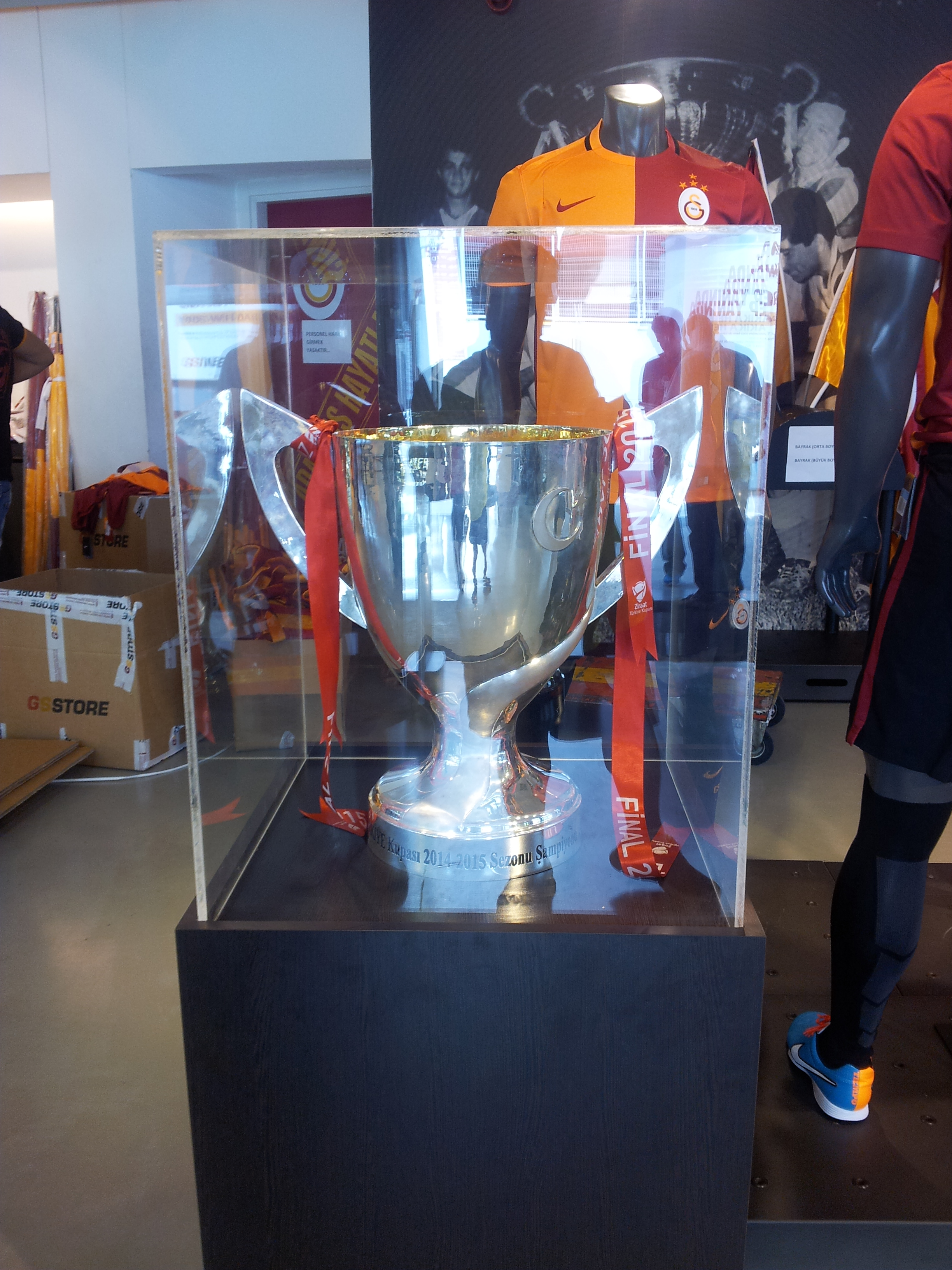
Türkischer Pokal 2014/15

Die Saison 2014/15 von Galatasaray Istanbul war die 107. Saison in der Vereinsgeschichte und die 57. Saison in der türkischen Liga, der Süper Lig. Der Klub beendete die Saison auf dem 1. Platz und wurde zum 20 Mal türkischer Meister. Die Türkiye Kupası gewann Galatasaray in dieser Spielzeit zum 16 Mal. In der UEFA Champions League schieden die Gelb-Roten in der Gruppenphase aus.

## Personalien

### Kader
| Nr.        | Nat.                   | Name              | Geburtsdatum  | im Verein seit | vorheriger Verein   |
| Torhüter   | Torhüter               | Torhüter          | Torhüter      | Torhüter       | Torhüter            |
| ---------- | ---------------------- | ----------------- | ------------- | -------------- | ------------------- |
| 01         | Uruguay Italien        | Fernando Muslera  | 16. Juni 1986 | 2011           | Lazio Rom           |
| 38         | Turkei Belgien         | Sinan Bolat       | 3. Sep. 1988  | 2014           | FC Porto            |
| 67         | Turkei                 | Eray İşcan        | 19. Juli 1991 | 2012           | eigene Jugend       |
| Abwehr     |                        |                   |               |                |                     |
| 05         | Turkei                 | Gökhan Zan        | 7. Sep. 1981  | 2009           | Beşiktaş Istanbul   |
| 13         | Brasilien Italien      | Alex Telles       | 15. Dez. 1992 | 2014           | Grêmio Porto Alegre |
| 21         | Kamerun Frankreich     | Aurélien Chedjou  | 20. Juni 1985 | 2013           | OSC Lille           |
| 22         | Turkei Deutschland     | Hakan Balta       | 23. März 1983 | 2007           | Vestel Manisaspor   |
| 26         | Turkei                 | Semih Kaya        | 24. Feb. 1991 | 2009           | eigene Jugend       |
| 27         | Elfenbeinküste Belgien | Emmanuel Eboué    | 4. Juni 1983  | 2011           | FC Arsenal          |
| 28         | Deutschland Turkei     | Koray Günter      | 16. Aug. 1994 | 2014           | Borussia Dortmund   |
| 55         | Turkei                 | Sabri Sarıoğlu    | 26. Juli 1984 | 2001           | eigene Jugend       |
| 77         | Turkei Deutschland     | Tarık Çamdal      | 24. März 1991 | 2014           | Eskişehirspor       |
| Mittelfeld |                        |                   |               |                |                     |
| 03         | Brasilien Spanien      | Felipe Melo       | 26. Juni 1983 | 2011           | Juventus Turin      |
| 04         | Turkei                 | Hamit Altıntop    | 8. Dez. 1982  | 2012           | Real Madrid         |
| 06         | Schweiz Albanien       | Blerim Džemaili   | 12. Apr. 1986 | 2014           | SSC Neapel          |
| 07         | Turkei                 | Aydın Yılmaz      | 29. Jan. 1988 | 2005           | eigene Jugend       |
| 08         | Turkei                 | Selçuk İnan       | 10. Feb. 1985 | 2011           | Trabzonspor         |
| 10         | Niederlande            | Wesley Sneijder   | 9. Juni 1984  | 2014           | Inter Mailand       |
| 33         | Turkei Belgien         | Kaan Baysal       | 19. Jan. 1996 | 2014           | PSV Eindhoven (U19) |
| 35         | Turkei                 | Yekta Kurtuluş    | 11. Dez. 1985 | 2011           | Kasımpaşa Istanbul  |
| 41         | Turkei                 | Birhan Vatansever | 25. Apr. 1997 | 2014           | eigene Jugend       |
| 52         | Turkei                 | Emre Çolak        | 20. Mai 1991  | 2009           | eigene Jugend       |
| Angriff    |                        |                   |               |                |                     |
| 09         | Turkei                 | Umut Bulut        | 15. März 1983 | 2012           | FC Toulouse         |
| 11         | Portugal Guinea-Bissau | Bruma             | 24. Okt. 1994 | 2013           | Sporting Lissabon   |
| 17         | Turkei                 | Burak Yılmaz      | 15. Juli 1985 | 2012           | Trabzonspor         |
| 18         | Turkei Deutschland     | Sinan Gümüş       | 15. Jan. 1994 | 2014           | VfB Stuttgart (II)  |
| 19         | Nordmazedonien Italien | Goran Pandev      | 27. Juli 1983 | 2014           | SSC Neapel          |
| 23         | Turkei Deutschland     | Yasin Öztekin     | 19. März 1987 | 2014           | Kayseri Erciyesspor |
| 29         | Turkei                 | Olcan Adın        | 30. Sep. 1985 | 2014           | Trabzonspor         |

#### Transfers
| Zugänge | Abgänge |
| --- | --- |
| Sommer 2014 - Endogan Adili (FC Basel) - Olcan Adın (Trabzonspor) - Sinan Bolat (FC Porto) a. - Bruma (Gaziantepspor) w.a. - Tarık Çamdal (Eskişehirspor) - Blerim Džemaili (SSC Neapel) - Sinan Gümüş (VfB Stuttgart) (II) - Yasin Öztekin (Kayseri Erciyesspor) - Goran Pandev (SSC Neapel) Winter 2014/15 - keine | Sommer 2014 - Nordin Amrabat (FC Málaga) a. - Guillermo Burdisso (Boca Juniors) w.a. - Ufuk Ceylan (Istanbul Başakşehir FK) - Didier Drogba (FC Chelsea) - Salih Dursun (Trabzonspor) a. - Johan Elmander (Brøndby IF) - Aykut Erçetin (Çaykur Rizespor) - Serdar Eylik (Samsunspor) - Ceyhun Gülselam (Hannover 96) - Izet Hajrović (Werder Bremen) - Oğuzhan Kayar (Manisaspor) a. - Dany Nounkeu (FC Granada) a. - Lucas Ontivero (Gaziantepspor) a. - Berk İsmail Ünsal (Antalyaspor) a. - Sercan Yıldırım (Balıkesirspor) a. Winter 2014/15 - Emre Can Coşkun (Denizlispor) a. - Umut Gündoğan (Adana Demirspor) a. - Dany Nounkeu (FC Évian Thonon Gaillard) - Lucas Ontivero (Honvéd Budapest) a. - Furkan Özçal (Kardemir Karabükspor) a. - Veysel Sarı (Kasımpaşa Istanbul) |

## Spielkleidung
| Heim | Auswärts | Ausweich |

- Ausrüster: Nike
- Trikotsponsor: Huawei (Liga) / Turkish Airlines (UEFA)
- Rückensponsor: Ülker

## Saison
Alle Ergebnisse aus Sicht von Galatasaray Istanbul.
Die Tabelle listet alle Süper-Lig-Spiele des Vereins der Saison 2014/15 auf. Siege sind grün, Unentschieden gelb und Niederlagen rot markiert.

### Süper Lig
| ST | Datum              | Gegner                 | Ort                                    | Ergebnis  | Tor(e) für Galatasaray Istanbul                                                                | Karte(n) für Galatasaray Istanbul                                                                                      | Zuschauer |
| -- | ------------------ | ---------------------- | -------------------------------------- | --------- | ---------------------------------------------------------------------------------------------- | --- | --------- |
| 01 | 30. August 2014    | Bursaspor              | Atatürk Stadı, Bursa                   | 2:0 (0:0) | 1:0 B. Yılmaz (52.), 2:0 Adın (90.)                                                            | Melo (25.), İnan (49.), Chedjou (51.), Kurtuluş (57.)                                                                  | 11.500    |
| 02 | 13. September 2014 | Eskişehirspor          | Türk Telekom Arena, Istanbul           | 0:0       | keine                                                                                          | Kaya (67.), Kurtuluş (83.), Sarı (90.+2')                                                                              |           |
| 03 | 20. September 2014 | Balıkesirspor          | Atatürk Stadı, Balıkesir               | 0:2 (0:2) | keine                                                                                          | B. Yılmaz (17.), Öztekin (74.), Sneijder (78.), Kurtuluş (76.)                                                         | 11.600    |
| 04 | 26. September 2014 | Sivasspor              | Türk Telekom Arena, Istanbul           | 2:1 (2:0) | 1:0 Chedjou (19.), 2:0 B. Yılmaz (32.)                                                         | Melo (40.), Adın (58.)                                                                                                 | 15.000    |
| 05 | 4. Oktober 2014    | Kayseri Erciyesspor    | Kadir Has Stadı, Kayseri               | 2:1 (0:0) | 1:0 B. Yılmaz (52.), 2:0 Sneijder (68.)                                                        | Adın (62.), Melo (63.), Çamdal (76.), Sneijder (86.)                                                                   | 05.000    |
| 06 | 18. Oktober 2014   | Fenerbahçe Istanbul    | Türk Telekom Arena, Istanbul           | 2:1 (0:0) | 1:0 Sneijder (88.), 2:0 Sneijder (90.+1')                                                      | İnan (45.+2'), Adın (76.)                                                                                              | 35.502    |
| 07 | 26. Oktober 2014   | Istanbul Başakşehir FK | Başakşehir Fatih Terim Stadı, Istanbul | 0:4 (0:2) | keine                                                                                          | Günter (56.), Džemaili (64.)                                                                                           | 06.000    |
| 08 | 31. Oktober 2014   | Kasımpaşa Istanbul     | Türk Telekom Arena, Istanbul           | 2:1 (0:1) | 1:1 B. Yılmaz (53.), 2:1 Bulut (90.+1')                                                        | Adın (28.), Kaya (59.), B. Yılmaz (85.)                                                                                | 11.500    |
| 09 | 8. November 2014   | Kardemir Karabükspor   | Necmettin-Şeyhoğlu-Stadion, Karabük    | 2:1 (1:0) | 1:0 Chedjou (3.), 2:1 Bulut (71.)                                                              | Altıntop (80.), Džemaili (81.)                                                                                         | 05.500    |
| 10 | 22. November 2014  | Trabzonspor            | Türk Telekom Arena, Istanbul           | 0:3 (0:0) | keine                                                                                          | Balta (37.), Bulut (56.)                                                                                               | 20.000    |
| 11 | 29. November 2014  | Gaziantepspor          | Kamil Ocak Stadı, Gaziantep            | 1:0 (0:0) | 1:0 B. Yılmaz (89.)                                                                            | İnan (42.), Çamdal (43.), B. Yılmaz (90.)                                                                              | 06.000    |
| 12 | 6. Dezember 2014   | Akhisar Belediyespor   | Türk Telekom Arena, Istanbul           | 2:1 (1:0) | 1:0 B. Yılmaz (14.), 2:0 B. Yılmaz (75.)                                                       | Kaya (87.) | 16.000    |
| 13 | 13. Dezember 2014  | Konyaspor              | Büyükşehir Stadyumu, Konya             | 5:0 (3:0) | 1:0 Bulut (16.), 2:0 Çolak (23.), 3:0 B. Yılmaz (37.), 4:0 B. Yılmaz (58.), 5:0 Altıntop (62.) | keine | 37.100    |
| 14 | 20. Dezember 2014  | Mersin İdman Yurdu     | Türk Telekom Arena, Istanbul           | 3:2 (1:2) | 1:1 Varol (18.), 2:2 B. Yılmaz (55. Elfmeter), 3:2 Bulut (79.)                                 | Telles (14.), Sneijder (25.), Melo (44.), Sarıoğlu (45.+1')                                                            | 21.961    |
| 15 | 26. Dezember 2014  | Gençlerbirliği Ankara  | 19 Mayıs Stadı, Ankara                 | 1:1 (1:0) | 1:0 Çolak (19.)                                                                                | Balta (87.) | 04.750    |
| 16 | 4. Januar 2015     | Beşiktaş Istanbul      | Atatürk-Olympiastadion, Istanbul       | 2:0 (0:0) | 1:0 Melo (50.), 2:0 B. Yılmaz (90.+5')                                                         | Altıntop (69.), Çolak (90.)                                                                                            | 28.260    |
| 17 | 25. Januar 2015    | Çaykur Rizespor        | Türk Telekom Arena, Istanbul           | 2:0 (2:0) | 1:0 Sneijder (7.), 2:0 Bruma (44.)                                                             | İnan (88.) | 20.000    |
| 18 | 1. Februar 2015    | Bursaspor              | Türk Telekom Arena, Istanbul           | 2:2 (1:1) | 1:0 Bulut (20.), 2:2 Çolak (82. Foulelfmeter)                                                  | Melo (7.) | 28.000    |
| 19 | 9. Februar 2015    | Eskişehirspor          | Atatürk Stadı, Eskişehir               | 2:1 (1:1) | 1:0 Bulut (20.), 2:1 İnan (87.)                                                                | Melo (42.), Balta | 03.000    |
| 20 | 16. Februar 2015   | Balıkesirspor          | Türk Telekom Arena, Istanbul           | 3:1 (3:0) | 1:0 Chedjou (16.), 2:0 Sneijder (26.), 3:0 B. Yılmaz (30.)                                     | Melo (38.), Öztekin (51.)                                                                                              | 08.250    |
| 21 | 21. Februar 2015   | Sivasspor              | 4 Eylül Stadı, Sivas                   | 3:2 (1:1) | 1:0 Öztekin (9.), 2:1 B. Yılmaz (56.), 3:1 Telles (67.)                                        | Adın (31.), Muslera (45.)                                                                                              | 10.000    |
| 22 | 27. Februar 2015   | Kayseri Erciyesspor    | Türk Telekom Arena, Istanbul           | 3:1 (1:1) | 1:0 Bulut (5.), 2:1 Chedjou (53.), 3:1 Sneijder (90.+1')                                       | Altıntop (70.), Çolak (88.)                                                                                            | 26.000    |
| 23 | 8. März 2015       | Fenerbahçe Istanbul    | Şükrü Saracoğlu Stadı, Istanbul        | 0:1 (0:0) | keine                                                                                          | Balta (43.), Bulut (58.), Adın (62.), B. Yılmaz (64.)                                                                  | 52.500    |
| 24 | 14. März 2015      | Istanbul Başakşehir FK | Türk Telekom Arena, Istanbul           | 2:2 (1:0) | 1:0 İnan (43.), 2:0 Bulut (49.)                                                                | Sneijder (10.), Adın (36.), Chedjou (90.+2'), Muslera (90.+4')                                                         | 26.250    |
| 25 | 21. März 2015      | Kasımpaşa Istanbul     | Recep Tayyip Erdoğan Stadı, Istanbul   | 3:2 (0:2) | 1:2 İnan (52.), 2:2 Bulut (55.), 2:3 B. Yılmaz (65.)                                           | Telles (58.), B. Yılmaz (66.)                                                                                          | 08.000    |
| 26 | 5. April 2015      | Kardemir Karabükspor   | Türk Telekom Arena, Istanbul           | 4:2 (1:0) | 1:0 Öztekin (26.), 2:0 Sneijder (48.), 3:0 Bulut (59.), 4:2 Sneijder (90.)                     | Telles (52.) | 34.536    |
| 27 | 19. April 2015     | Trabzonspor            | Hüseyin Avni Aker Stadı, Trabzon       | 1:2 (0:1) | 1:1 Çolak (67.)                                                                                | Bulut (39.), B. Yılmaz (68.), Sneijder (90.+1'), Chedjou (90.+2'), Muslera (90.+4'), Sarıoğlu (90.+4'), Balta (90.+4') | 17.500    |
| 28 | 26. April 2015     | Gaziantepspor          | Türk Telekom Arena, Istanbul           | 1:0 (0:0) | 1:0 Balta (85.)                                                                                | Melo (27.), Sarıoğlu (76.), Chedjou (90.)                                                                              | 27.000    |
| 29 | 4. Mai 2015        | Akhisar Belediyespor   | 19 Mayıs Stadı, Manisa                 | 2:0 (2:0) | 1:0 B. Yılmaz (22.), 2:0 B. Yılmaz (34.)                                                       | Telles (56.) | 09.000    |
| 30 | 8. Mai 2015        | Konyaspor              | Türk Telekom Arena, Istanbul           | 1:0 (0:0) | 1:0 İnan (84.)                                                                                 | B. Yılmaz (24.), Melo (77.)                                                                                            | 27.300    |
| 31 | 12. Mai 2015       | Mersin Idman Yurdu     | Mersin Stadyumu, Mersin                | 1:0 (1:0) | 1:0 Öztekin (16.)                                                                              | Balta (45.), Melo (63.) Sneijder (86.), Muslera (90.+2')                                                               | 16.500    |
| 32 | 16. Mai 2015       | Gençlerbirliği Ankara  | Türk Telekom Arena, Istanbul           | 1:0 (0:0) | 1:0 Sneijder (67.)                                                                             | keine | 37.105    |
| 33 | 24. Mai 2015       | Beşiktaş Istanbul      | Türk Telekom Arena, Istanbul           | 2:0 (2:0) | 1:0 Öztekin (11.), 2:0 Sneijder (80.)                                                          | Adın (50.), Melo (59.), Öztekin (78.)                                                                                  | 47.800    |
| 34 | 30. Mai 2015       | Çaykur Rizespor        | Çaykur Didi Stadı, Rize                | 1:1 (0:0) | 1:1 Bulut (86.)                                                                                | Günter (82.) | 02.000    |

### Türkiye Kupası
| Runde        | Datum             | Gegner            | Ort                          | Ergebnis  | Tor(e) für Galatasaray Istanbul | Karte(n) für Galatasaray Istanbul                               | Zuschauer |
| ------------ | ----------------- | ----------------- | ---------------------------- | --------- | --- | --------------------------------------------------------------- | --------- |
| GR           | 3. Dezember 2014  | Eskişehirspor     | Türk Telekom Arena, Istanbul | 4:2 (2:1) | 1:1 İnan (15.), 2:1 İnan (36. Foulelfmeter), 3:2 Bruma (83.), 4:2 Bulut (89.) | Melo (16.), Chedjou (57.), Bruma (85.), Çolak (86.), Melo (57.) |           |
| GR           | 16. Dezember 2014 | Balçova Yaşamspor | Atatürk Stadı, Izmir         | 9:1 (5:1) | 1:1 Pandev (27.), 2:1 Altıntop (32. Foulelfmeter), 3:1 Pandev (39.), 4:1 Adın (41.), 5:1 Pandev (45.+1'), 6:1 Gümüş (62.), 7:1 Kurtuluş (80.), 8:1 Adın (82.), 9:1 Kurtuluş (90.) | keine                                                           | 23.500    |
| GR           | 23. Dezember 2014 | Diyarbakır BB     | Atatürk Stadı, Diyarbakır    | 4:1 (1:1) | 1:1 Pandev (31.), 2:1 Bruma (69.), 3:1 Adın (82.), 4:1 Kurtuluş (84.) | Gündoğan (70.), Adın (86.)                                      | 06.000    |
| GR           | 22. Januar 2015   | Diyarbakır BB     | Türk Telekom Arena, Istanbul | 0:2 (0:1) | keine | Pandev (31.), Adın (85.)                                        |           |
| GR           | 28. Januar 2015   | Eskişehirspor     | Atatürk Stadı, Eskişehir     | 0:1 (0:1) | keine | Gümüş (52.), İnan (71.), Adın (72.), Džemaili (79.)             | 15.000    |
| GR           | 4. Februar 2015   | Balçova Yaşamspor | Türk Telekom Arena, Istanbul | 3:1 (1:1) | 1:1 Öztekin (33.), 2:1 Aksoy (60. Eigentor), 3:1 Pandev (74.) | Kurtuluş (20.), Bruma (21.), Melo (34.)                         | 01.200    |
| AF           | 12. Februar 2015  | Konyaspor         | Türk Telekom Arena, Istanbul | 4:1 (4:1) | 1:0 B. Yılmaz (10.), 2:0 Sneijder (16.), 3:1 Sneijder (34.), 4:1 Adın (45.+1') | keine                                                           | 07.500    |
| VF-Hinspiel  | 3. März 2015      | Manisaspor        | Türk Telekom Arena, Istanbul | 4:0 (2:0) | 1:0 Džemaili (34.), 2:0 Çolak (40. Foulelfmeter), 3:0 Pandev (68.), 4:0 Pandev (88.)                                                                                              | Džemaili (42.), Kurtuluş (78.)                                  | 07.500    |
| VF-Rückspiel | 15. März 2015     | Manisaspor        | 19 Mayıs Stadı, Manisa       | 1:1 (1:0) | 1:0 Kurtuluş (1.) | Gümüş (51.)                                                     | 05.500    |
| HF-Hinspiel  | 30. April 2015    | Sivasspor         | Türk Telekom Arena, Istanbul | 4:1 (2:1) | 1:1 Sarıoğlu (32.), 2:1 Melo (35.), 3:1 Sneijder (64.), 2:0 İnan (77. Foulelfmeter)                                                                                               | Adın (59.)                                                      | 13.500    |
| HF-Rückspiel | 19. Mai 2015      | Sivasspor         | 4 Eylül Stadı, Sivas         | 1:2 (0:0) | 1:2 Çolak (84. Foulelfmeter) | Adın (59.)                                                      | 11.000    |

#### Finale
| Paarung                   | Galatasaray Istanbul – Bursaspor |
| Ergebnis                  | 3:2 (1:1) |
| Datum                     | 3. Juni 2015 |
| Stadion                   | Atatürk Stadı, Bursa |
| Schiedsrichter            | Bülent Yıldırım (Kayseri) |
| Schiedsrichterassistenten | Baki Tuncay Akkın, Asım Yusuf Öz |
| Vierter Offizieller       | Özgüç Türkalp |
| Tore                      | 0:1 Fernandão (27., Foulelfmeter) 1:1 Burak Yılmaz (40., Sneijder) 2:1 Burak Yılmaz (48., İnan) 2:2 Volkan Şen (58., Belluschi) 3:2 Burak Yılmaz (60., İnan) |
| Galatasaray Istanbul      | Sinan Bolat – Alex Telles, Hakan Balta, Semih Kaya, Sabri Sarıoğlu – Yasin Öztekin, Selçuk İnan (89. ), Felipe Melo, Wesley Sneijder, Hamit Altıntop (78. ) – Burak Yılmaz (90.+4' ) Ersatzbank: Eray İşcan, Aurélien Chedjou, Tarık Çamdal, Emre Çolak (78. ), Olcan Adın (90.+4' ), Sinan Gümüş, Umut Bulut (89. ) Cheftrainer: Hamza Hamzaoğlu |
| Bursaspor                 | Harun Tekin – Aziz Behich (64. ), Ertuğrul Ersoy, Samil Cinaz, Şener Özbayraklı – Ozan Tufan (86. ), Fernando Belluschi, Volkan Şen , Josué, Cédric Bakambu (90. ) – Fernandão Ersatzbank: Okan Kocuk, Süheyl Çetin, Emre Taşdemir (64. ), Samuel Holmén, Bakaye Traoré, Bekir Yılmaz (86. ), Enes Ünal (90. ) Cheftrainer: Şenol Güneş           |
| Gelbe Karten              | Felipe Melo (2.), Aurélien Chedjou (45.), Sinan Bolat (63.), Sabri Sarıoğlu (70.) – Fernandão (23.), Şamil Cinaz (67.), Josué (82.) |
| Besonderheiten            | Spieler des Spiels: Burak Yılmaz |

### UEFA Champions League
| Runde        | Datum              | Gegner            | Ort                                       | Ergebnis  | Tor(e) für Galatasaray Istanbul  | Karte(n) für Galatasaray Istanbul                                                | Zuschauer |
| ------------ | ------------------ | ----------------- | ----------------------------------------- | --------- | -------------------------------- | -------------------------------------------------------------------------------- | --------- |
| Gruppenphase | 16. September 2014 | RSC Anderlecht    | Ali Sami Yen Spor Kompleksi, Istanbul     | 1:1 (0:0) | 1:1 B. Yılmaz (90.+1')           | Melo (62.), Džemaili (90.+2')                                                    | 28.553    |
| Gruppenphase | 1. Oktober 2014    | FC Arsenal        | Arsenal Stadium, London                   | 1:4 (0:3) | 1:4 B. Yılmaz (63. Foulelfmeter) | Melo (34.), Džemaili (44.)                                                       | 59.803    |
| Gruppenphase | 22. Oktober 2014   | Borussia Dortmund | Ali Sami Yen Spor Kompleksi, Istanbul     | 0:4 (0:3) | keine                            | Sneijder (25.), Kaya (68.)                                                       | 36.324    |
| Gruppenphase | 4. November 2014   | Borussia Dortmund | BVB-Stadion, Dortmund                     | 1:4 (0:1) | 1:2 Balta (70.)                  | İnan (45.), Balta (64.), Džemaili (90.+2')                                       | 65.851    |
| Gruppenphase | 26. September 2014 | RSC Anderlecht    | Constant-Vanden-Stock-Stadion, Anderlecht | 0:2 (0:1) | keine                            | Çamdal (29.), Bruma (42.), Chedjou (45.), İnan (65.), Altıntop (67.), İnan (83.) | 19.857    |
| Gruppenphase | 9. Dezember 2014   | FC Arsenal        | Ali Sami Yen Spor Kompleksi, Istanbul     | 1:4 (0:3) | 1:3 Sneijder (88.)               | Melo (33.), Çamdal (43.), Kaya (57.)                                             | 20.590    |

### Süper Kupa
Zum dritten Mal in Folge trafen Galatasaray Istanbul und Fenerbahçe Istanbul aufeinander. Das Spiel wurde in der westtürkischen Stadt Manisa ausgetragen. Meister Fenerbahçe gewann im Elfmeterschießen.
| Fenerbahçe Istanbul (Meister)                   | Fenerbahçe Istanbul (Meister) | Galatasaray Istanbul (Pokalsieger) | Galatasaray Istanbul (Pokalsieger) | Aufstellung                                                                        |
| ----------------------------------------------- | --- | --- | ---------------------------------- | ---------------------------------------------------------------------------------- |
| Fenerbahçe Istanbul (Meister)                   | \| 25. August 2014 in Manisa (19 Mayıs Stadı) \| \| Ergebnis: 0:0 n. V., 3:2 i. E. \| \| Schiedsrichter: Mustafa Kamil Abitoğlu (Alanya) \| \| Spielbericht \| | \| 25. August 2014 in Manisa (19 Mayıs Stadı) \| \| Ergebnis: 0:0 n. V., 3:2 i. E. \| \| Schiedsrichter: Mustafa Kamil Abitoğlu (Alanya) \| \| Spielbericht \| | Galatasaray Istanbul (Pokalsieger) | Aufstellung Fenerbahçe Istanbul (Meister) gegen Galatasaray Istanbul (Pokalsieger) |
| Fenerbahçe Istanbul (Meister)                   | Volkan Demirel – Gökhan Gönül, Bekir İrtegün, Bruno Alves (82. ), Caner Erkin – Raúl Meireles, Mehmet Topal, Emre Belözoğlu (88. ) – Dirk Kuyt, Moussa Sow (116. ), Emmanuel Emenike Ersatzbank: Mert Günok, Hasan Ali Kaldırım, Michal Kadlec (82. ), Selçuk Şahin, Alper Potuk (88. ), Mehmet Topuz (116. ), Pierre Webó Cheftrainer: İsmail Kartal | Fernando Muslera – Veysel Sarı, Semih Kaya, Aurélien Chedjou, Alex Telles (104. ) – Felipe Melo, Selçuk İnan , Yasin Öztekin (60. ), Wesley Sneijder (60. ), Olcan Adın – Burak Yılmaz Ersatzbank: Sinan Bolat, Hakan Balta (104. ), Bruma (60. ), Furkan Özçal, Yekta Kurtuluş (60. ), Umut Bulut, Nordin Amrabat Cheftrainer: Cesare Prandelli ( Italien) | Galatasaray Istanbul (Pokalsieger) | Aufstellung Fenerbahçe Istanbul (Meister) gegen Galatasaray Istanbul (Pokalsieger) |
| Fenerbahçe Istanbul (Meister)                   | Elfmeterschießen | | Galatasaray Istanbul (Pokalsieger) | Aufstellung Fenerbahçe Istanbul (Meister) gegen Galatasaray Istanbul (Pokalsieger) |
| Fenerbahçe Istanbul (Meister)                   | 1:1 Dirk Kuyt Caner Erkin Mehmet Topuz 2:1 Raúl Meireles 3:2 Michal Kadlec | 0:1 Olcan Adın Selçuk İnan Felipe Melo Yekta Kurtuluş 2:2 Burak Yılmaz | Galatasaray Istanbul (Pokalsieger) | Aufstellung Fenerbahçe Istanbul (Meister) gegen Galatasaray Istanbul (Pokalsieger) |
| Fenerbahçe Istanbul (Meister)                   | Emre Belözoğlu (31.), Bruno Alves (35.), Emmanuel Emenike (58.), Dirk Kuyt (90.+1'), Volkan Demirel (Elfmeterschießen) | Selçuk İnan (29.), Veysel Sarı (58.), Alex Telles (68.), Burak Yılmaz (92.), Felipe Melo (Elfmeterschießen) | Galatasaray Istanbul (Pokalsieger) | Aufstellung Fenerbahçe Istanbul (Meister) gegen Galatasaray Istanbul (Pokalsieger) |
| Fenerbahçe Istanbul (Meister)                   | Spieler des Spiels: Fernando Muslera | | Galatasaray Istanbul (Pokalsieger) | Aufstellung Fenerbahçe Istanbul (Meister) gegen Galatasaray Istanbul (Pokalsieger) |
| 25. August 2014 in Manisa (19 Mayıs Stadı)      | | |                                    |                                                                                    |
| Ergebnis: 0:0 n. V., 3:2 i. E.                  | | |                                    |                                                                                    |
| Schiedsrichter: Mustafa Kamil Abitoğlu (Alanya) | | |                                    |                                                                                    |
| Spielbericht                                    | | |                                    |                                                                                    |

### Freundschaftsspiele

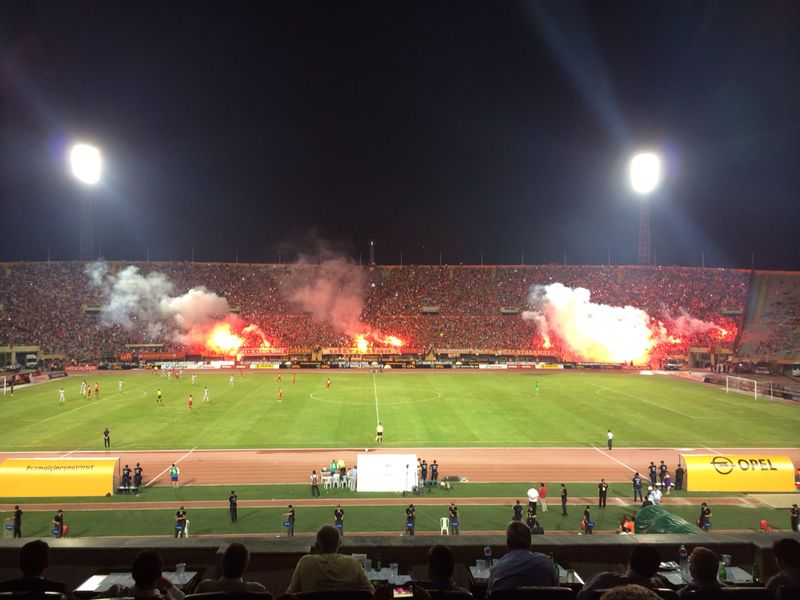
Galatasaray während der Begegnung gegen Atlético Madrid

Diese Tabelle führt die ausgetragenen Freundschaftsspiele auf.
| Datum           | Gegner                   | Ort                              | Ergebnis                       | Tor(e) für Galatasaray Istanbul                                                                            | Karte(n) für Galatasaray Istanbul          |
| --------------- | ------------------------ | -------------------------------- | ------------------------------ | --- | ------------------------------------------ |
| 21. Juli 2014   | SK Vorwärts Steyr        | Vorwärts-Stadion, Steyr          | 3:1 (2:1)                      | 1:0 Kurtuluş (14.), 2:0 Amrabat (34.), 3:0 Amrabat (64.)                                                   | keine                                      |
| 23. Juli 2014   | SK Rapid Wien            | Ernst-Happel-Stadion, Wien       | 1:3 (1:1)                      | 1:0 Chedjou (58.)                                                                                          | İnan (40.)                                 |
| 27. Juli 2014   | Honvéd Budapest          | Bozsik Aréna, Budapest           | 2:1 (1:0)                      | 1:0 B. Yılmaz (80.), 2:1 B. Yılmaz (51. Foulelfmeter)                                                      | keine                                      |
| 6. August 2014  | Atlético Madrid          | Atatürk Stadı, Izmir             | 0:0                            | keine | keine                                      |
| 17. August 2014 | Royal White Star Brüssel | Edmond-Machtens-Stadion, Brüssel | 1:0 (0:0)                      | 1:0 Amrabat (81.)                                                                                          | keine                                      |
| 17. Januar 2015 | River Plate              | Oba Stadı, Alanya                | 1:1 n. V. (1:1, 1:0) 5:6 i. E. | 1:1 Pandev (41.)                                                                                           | Kurtuluş (29.), Çoşkun (33.), Pandev (50.) |
| 18. Januar 2015 | Guaratinguetá Futebol    | Oba Stadı, Alanya                | 1:0 (0:0)                      | 1:0 Çolak (10.), 2:0 Bruma (13.), 3:0 Çoşkun (30.), 4:0 Altıntop (73.), 5:0 Gümüş (77.), 6:0 Öztekin (87.) | Sneijder (5.), Melo (36.)                  |

## Statistiken

### Teamstatistik
| Wettbewerb            | Punkte | daheim | daheim | daheim | daheim | daheim | auswärts | auswärts | auswärts | auswärts | auswärts | Gesamt | Gesamt | Gesamt | Gesamt | Gesamt | Tordifferenz |
| Wettbewerb            | Punkte | Sp     | S      | U      | N      | TV     | Sp       | S        | U        | N        | TV       | Sp     | S      | U      | N      | TV     | Tordifferenz |
| --------------------- | ------ | ------ | ------ | ------ | ------ | ------ | -------- | -------- | -------- | -------- | -------- | ------ | ------ | ------ | ------ | ------ | ------------ |
| Süper Lig             | 77     | 17     | 13     | 3      | 1      | 32:17  | 17       | 11       | 2        | 4        | 28:18    | 34     | 24     | 5      | 5      | 60:35  | +25          |
| Türkiye Kupası        | –      | 6      | 5      | 0      | 1      | 19:7   | 6        | 3        | 1        | 2        | 18:7     | 12     | 8      | 1      | 3      | 37:14  | +23          |
| UEFA Champions League | –      | 3      | 0      | 1      | 2      | 2:9    | 3        | 0        | 0        | 3        | 2:10     | 6      | 0      | 1      | 5      | 4:19   | −15          |
| Gesamt                | 77     | 26     | 18     | 4      | 4      | 53:33  | 26       | 14       | 3        | 9        | 48:35    | 52     | 32     | 7      | 13     | 101:68 | +33          |

### Saisonverlauf
| Spieltag | 1 | 2 | 3 | 4 | 5 | 6 | 7 | 8 | 9 | 10 | 11 | 12 | 13 | 14 | 15 | 16 | 17 | 18 | 19 | 20 | 21 | 22 | 23 | 24 | 25 | 26 | 27 | 28 | 29 | 30 | 31 | 32 | 33 | 34 |
| -------- | - | - | - | - | - | - | - | - | - | -- | -- | -- | -- | -- | -- | -- | -- | -- | -- | -- | -- | -- | -- | -- | -- | -- | -- | -- | -- | -- | -- | -- | -- | -- |
| Spielort | A | H | A | H | A | H | A | H | A | H  | A  | H  | A  | H  | A  | A  | H  | H  | A  | H  | A  | H  | A  | H  | A  | H  | A  | H  | A  | H  | A  | H  | H  | A  |
| Resultat | S | U | N | S | S | S | N | S | S | N  | S  | S  | S  | S  | U  | S  | S  | U  | S  | S  | S  | S  | N  | U  | S  | S  | N  | S  | S  | S  | S  | S  | S  | U  |
| Platz    | 1 | 1 | 9 | 5 | 3 | 2 | 5 | 2 | 2 | 3  | 2  | 2  | 2  | 2  | 3  | 3  | 3  | 3  | 3  | 3  | 1  | 1  | 1  | 2  | 1  | 1  | 3  | 2  | 2  | 1  | 1  | 1  | 1  | 1  |

Quelle: https://www.weltfussball.de/spielplan/tur-sueper-lig-2014-2015
Legende: Spielort: H = Heim; A = Auswärts. Resultat: S = Sieg; U = Unentschieden; N = Niederlage

### Spielerstatistiken
| Spieler           | Süper Lig | Süper Lig | Süper Lig   | Süper Lig  | Türkiye Kupası / Süper Kupa | Türkiye Kupası / Süper Kupa | Türkiye Kupası / Süper Kupa | Türkiye Kupası / Süper Kupa | Champions League | Champions League | Champions League | Champions League | Total    | Total | Total       | Total      |
| Spieler           | Einsätze  | Tore      | Gelbe Karte | Rote Karte | Einsätze                    | Tore                        | Gelbe Karte                 | Rote Karte                  | Einsätze         | Tore             | Gelbe Karte      | Rote Karte       | Einsätze | Tore  | Gelbe Karte | Rote Karte |
| ----------------- | --------- | --------- | ----------- | ---------- | --------------------------- | --------------------------- | --------------------------- | --------------------------- | ---------------- | ---------------- | ---------------- | ---------------- | -------- | ----- | ----------- | ---------- |
| Olcan Adın        | 28        | 1         | 8           | 0          | 12                          | 4                           | 4                           | 0                           | 1                | 0                | 0                | 0                | 41       | 5     | 12          | 0          |
| Hamit Altıntop    | 23        | 1         | 3           | 0          | 4                           | 1                           | 0                           | 0                           | 5                | 0                | 1                | 0                | 32       | 2     | 4           | 0          |
| Hakan Balta       | 21        | 1         | 6           | 0          | 8                           | 0                           | 0                           | 0                           | 2                | 1                | 1                | 0                | 31       | 2     | 7           | 0          |
| Kaan Baysal       | 0         | 0         | 0           | 0          | 1                           | 0                           | 0                           | 0                           | 0                | 0                | 0                | 0                | 1        | 0     | 0           | 0          |
| Sinan Bolat       | 2         | 0         | 0           | 0          | 9                           | 0                           | 1                           | 0                           | 1                | 0                | 0                | 0                | 12       | 0     | 1           | 0          |
| Bruma             | 20        | 1         | 0           | 0          | 9                           | 2                           | 2                           | 0                           | 4                | 0                | 1                | 0                | 33       | 3     | 3           | 0          |
| Umut Bulut        | 33        | 11        | 3           | 0          | 5                           | 1                           | 0                           | 0                           | 5                | 0                | 0                | 0                | 43       | 12    | 3           | 0          |
| Tarık Çamdal      | 12        | 0         | 2           | 0          | 7                           | 0                           | 0                           | 0                           | 5                | 0                | 2                | 0                | 24       | 0     | 4           | 0          |
| Aurélien Chedjou  | 26        | 4         | 4           | 0          | 4                           | 0                           | 1                           | 0                           | 5                | 0                | 1                | 0                | 35       | 4     | 6           | 0          |
| Emre Çolak        | 25        | 4         | 3           | 0          | 9                           | 2                           | 1                           | 0                           | 2                | 0                | 0                | 0                | 36       | 6     | 4           | 0          |
| Emre Can Coşkun   | 0         | 0         | 0           | 0          | 3                           | 0                           | 0                           | 0                           | 0                | 0                | 0                | 0                | 3        | 0     | 0           | 0          |
| Blerim Džemaili   | 11        | 0         | 2           | 0          | 5                           | 1                           | 2                           | 0                           | 4                | 0                | 3                | 0                | 20       | 1     | 7           | 0          |
| Sinan Gümüş       | 4         | 0         | 0           | 0          | 6                           | 1                           | 2                           | 0                           | 0                | 0                | 0                | 0                | 10       | 1     | 2           | 0          |
| Umut Gündoğan     | 0         | 0         | 0           | 0          | 1                           | 0                           | 1                           | 0                           | 0                | 0                | 0                | 0                | 1        | 0     | 1           | 0          |
| Koray Günter      | 12        | 0         | 1           | 1          | 7                           | 0                           | 0                           | 0                           | 0                | 0                | 0                | 0                | 19       | 0     | 1           | 1          |
| Selçuk İnan       | 32        | 4         | 4           | 0          | 8                           | 3                           | 1                           | 0                           | 4                | 0                | 2                | 1                | 44       | 7     | 7           | 1          |
| Eray İşcan        | 0         | 0         | 0           | 0          | 2                           | 0                           | 0                           | 0                           | 0                | 0                | 0                | 0                | 2        | 0     | 0           | 0          |
| Semih Kaya        | 19        | 0         | 3           | 0          | 7                           | 0                           | 0                           | 0                           | 6                | 0                | 2                | 0                | 32       | 0     | 5           | 0          |
| Yekta Kurtuluş    | 15        | 0         | 3           | 0          | 10                          | 4                           | 3                           | 0                           | 1                | 0                | 0                | 0                | 26       | 4     | 6           | 0          |
| Felipe Melo       | 20        | 1         | 11          | 0          | 8                           | 1                           | 4                           | 1                           | 6                | 0                | 3                | 0                | 34       | 2     | 18          | 1          |
| Fernando Muslera  | 32        | 0         | 4           | 0          | 2                           | 0                           | 0                           | 0                           | 5                | 0                | 0                | 0                | 39       | 0     | 4           | 0          |
| Yasin Öztekin     | 20        | 4         | 3           | 0          | 11                          | 1                           | 0                           | 0                           | 3                | 0                | 0                | 0                | 34       | 5     | 3           | 0          |
| Furkan Özçal      | 0         | 0         | 0           | 0          | 1                           | 0                           | 0                           | 0                           | 1                | 0                | 0                | 0                | 2        | 0     | 0           | 0          |
| Goran Pandev      | 4         | 0         | 0           | 0          | 10                          | 7                           | 1                           | 0                           | 3                | 0                | 0                | 0                | 17       | 7     | 1           | 0          |
| Veysel Sarı       | 5         | 0         | 1           | 0          | 3                           | 0                           | 1                           | 0                           | 2                | 0                | 0                | 0                | 10       | 0     | 2           | 0          |
| Sabri Sarıoğlu    | 25        | 0         | 2           | 0          | 6                           | 1                           | 1                           | 0                           | 0                | 0                | 0                | 0                | 31       | 1     | 3           | 0          |
| Wesley Sneijder   | 31        | 10        | 5           | 0          | 7                           | 3                           | 0                           | 0                           | 6                | 1                | 1                | 0                | 44       | 14    | 6           | 0          |
| Alex Telles       | 22        | 1         | 4           | 0          | 9                           | 0                           | 1                           | 0                           | 5                | 0                | 0                | 0                | 36       | 1     | 5           | 0          |
| Berk İsmail Ünsal | 0         | 0         | 0           | 0          | 0                           | 0                           | 0                           | 0                           | 0                | 0                | 0                | 0                | 0        | 0     | 0           | 0          |
| Alperen Uysal     | 0         | 0         | 0           | 0          | 0                           | 0                           | 0                           | 0                           | 0                | 0                | 0                | 0                | 0        | 0     | 0           | 0          |
| Birhan Vatansever | 0         | 0         | 0           | 0          | 1                           | 0                           | 0                           | 0                           | 0                | 0                | 0                | 0                | 1        | 0     | 0           | 0          |
| Aydın Yılmaz      | 1         | 0         | 0           | 0          | 4                           | 0                           | 1                           | 0                           | 0                | 0                | 0                | 0                | 5        | 0     | 1           | 0          |
| Burak Yılmaz      | 28        | 16        | 7           | 0          | 3                           | 4                           | 1                           | 0                           | 6                | 2                | 0                | 0                | 37       | 22    | 8           | 0          |
| Gökhan Zan        | 0         | 0         | 0           | 0          | 0                           | 0                           | 0                           | 0                           | 0                | 0                | 0                | 0                | 0        | 0     | 0           | 0          |